# کبوتر کوهی بورویی
کبوتر کوهی بورویی، که در گذشته کبوتر کوهی دم‌دراز (نام علمی: Gymnophaps mada) نیز نامیده می‌شد، گونه‌ای پرنده از خانواده کبوتران است. این گونه بومی اندونزی است و در جنگل‌های کوهستانی و جنگل‌های پست آشفته در بورو زندگی می‌کند. در گذشته، آن را هم‌نوع کبوتر کوهی سرامی می‌دانستند. این یک کبوتر با اندازه متوسط ۳۳–۳۸٫۵ سانتیمتر (۱۳٫۰–۱۵٫۲ اینچ) طول است و تاج و گردنی به رنگ آبی-خاکستری، روتنهٔ تیره‌تر به رنگ خاکستری تخته‌سنگی، و گلو و سینه‌ای به رنگ سفید تا صورتی نخودی کم‌رنگ دارد که به سوی شکم به صورتی نخودی تبدیل می‌شود. این گونه کمی دوریختی جنسی دارد، به طوری که ماده‌ها کوچک‌تر و دارای رنگ قرمز تیره‌تری روی سینه هستند.

## پراکندگی و زیستگاه
کبوتر کوهی بورویی بومی بورو در جزایر مالوکو است. این پرنده عمدتاً در جنگل‌های تپه‌ای و کوهستانی زندگی می‌کند و گهگاه برای تغذیه به جنگل‌های پست و دست‌خورده سر می‌زند. در ارتفاعات ۰–۲٬۰۶۰ متر (۰–۶٬۷۵۹ فوت) ثبت شده است، اما عمدتاً در ارتفاع ۶۵۰–۱٬۷۶۰ متر (۲٬۱۳۰–۵٬۷۷۰ فوت) یافت می‌شود.

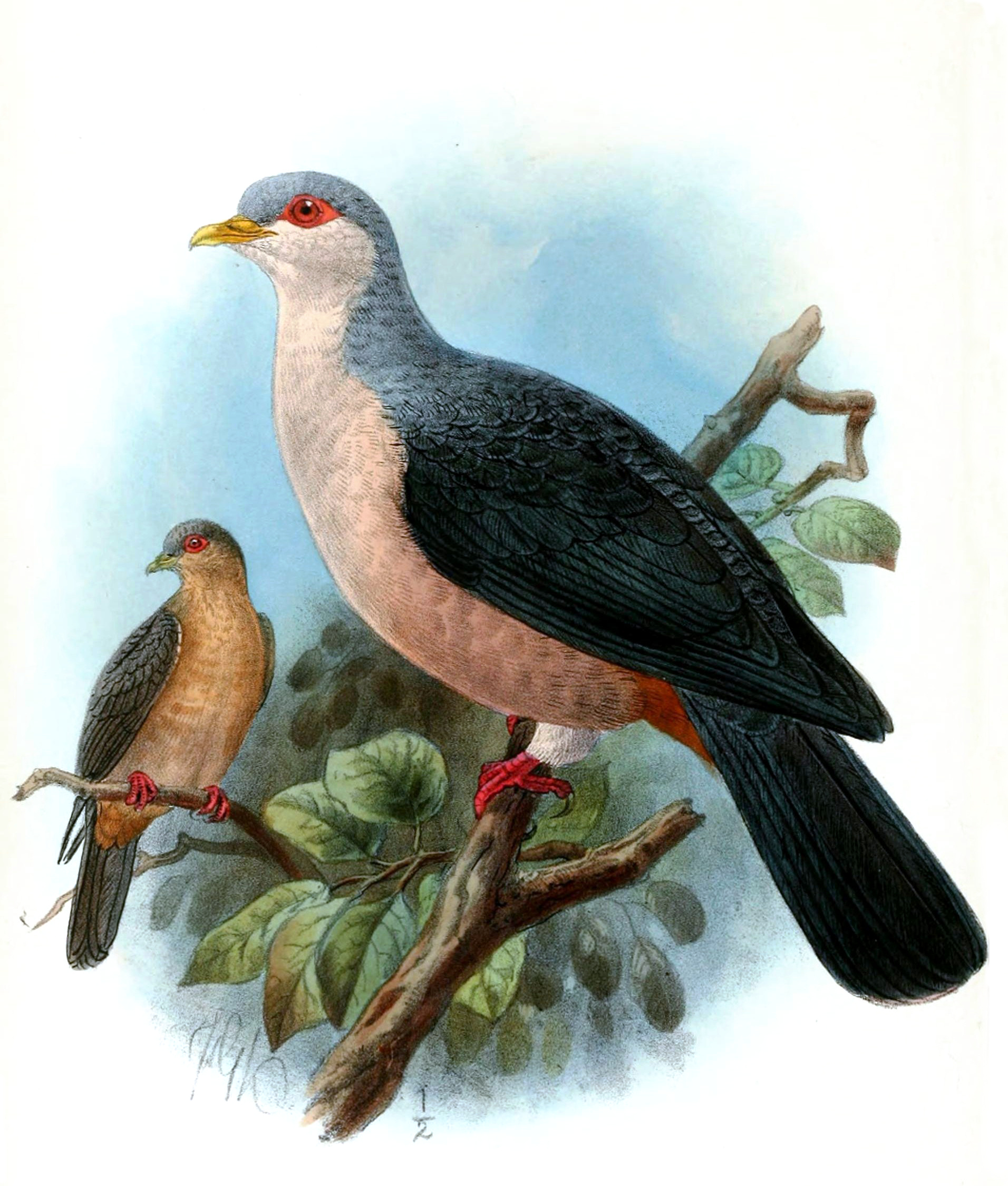
نگاره از جان جرارد کولمانز